# ベルノキ
ベルノキ（Aegle marmelos）とは、ミカン科ミカン亜科の落葉高木の一種である。原産地はインドおよびバングラデシュである（参照: #分布）。食用となるが何らかの調理・加工をして食べる方法が目立ち（参照: #食用）、薬用植物としては特に下痢によく効くものとして知られている（参照: #薬用）。また特徴である3出の葉や果実などに関して、ヒンドゥー教ではシヴァ神や時にラクシュミー神などと結びついた逸話がいくつも存在し聖なる木として知られ、サンスクリットによる文献にもビルヴァ（サンスクリット: बिल्व (bilva-)）などの名で度々現れる（参照: #文化・宗教的な位置付け）。原産地においてはベルノキにちなんだことわざもいくつか存在する（参照: #ことわざ）。
記載されてから半世紀ほどの間は、今日の植物分類体系を通して見れば目レベルで異なる種（ギョボク属の Crateva tapia）と同属と見做されていた（参照: #分類と名称）。

## 分類と名称

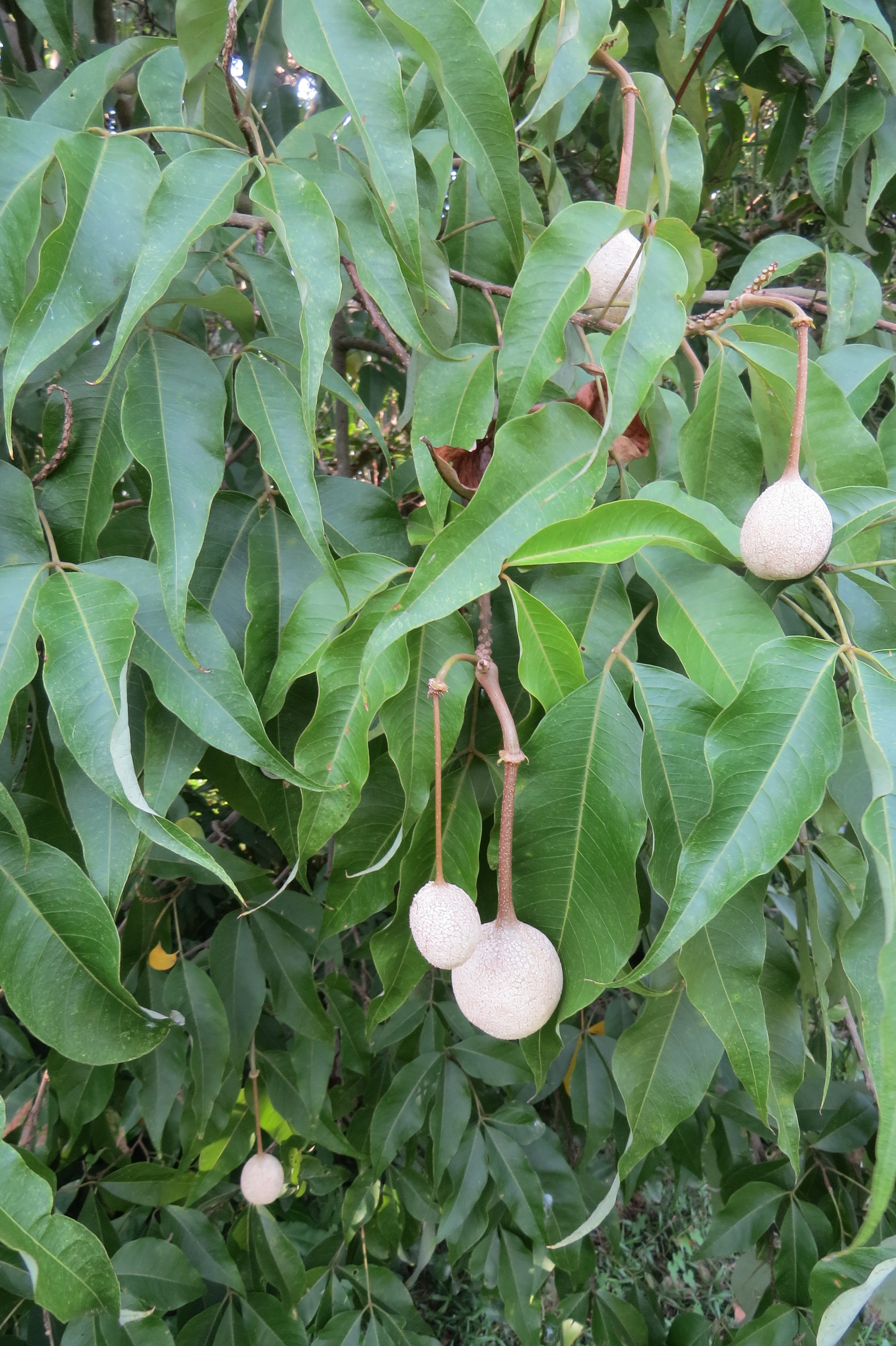
参考: ベルノキとは分類学的に全く異なる種であるギョボク。文献によってベルノキとの混同が見られるが、ベルノキも始めのうちはギョボクと同じ属に分類されていた。

ベルノキの学名として植物学的に有効な最初の記載が行われたものは、リンネの『植物の種』(1753年) における Crateva marmelos である。種小名 marmelos はポルトガル語 marmeleira〈マーマレード〉の転訛で、インドで現地人が果実をマーマレードにするらしいということに由来する。しかしリンネが C. marmelos と共に同属の種として記載を行った南米産の Crateva tapia は今日用いられている植物分類体系APG IVにおいてはムクロジ目ミカン科のベルノキとは全く異なるアブラナ目フウチョウボク科ギョボク属とされている。南インドのドラヴィダ諸語での呼び名が分かる文献を見ると、タミル語では வில்வம்（vilvam、ヴィルヴァム）や கூவிளம்（kūviḷam、クーヴィラム）など（ほかにも存在、詳細は#諸言語における呼称を参照）、マラヤーラム語では കൂവളം（kūvaḷaṃ、クーヴァラム）、テルグ語では బిల్వము（bilvamu、ビルヴァム）など（ほかにも存在、詳細は#諸言語における呼称を参照）といった呼び名であるが、これらはギョボク（Crateva religiosa）と混同されている。ドラヴィダ諸語の呼称の一部は印欧語族のサンスクリット बिल्व（bilva-）あるいは विल्व (vilva-) からの借用によるものであるが、サンスクリットではベルノキの方のみを指すとされる。ヒンドゥスターンで薬用となる植物などについて列挙した Ainslie (1813:124) は வில்வயிலை (vilvayilai)〈ヴィルヴァムの葉〉というタミル語名に相当するものを Cratæva religiosa Vahl としているが、キュー植物園の植物学名目録である Jackson (1893:637) などはエインズリーのいう Crataeva religiosa はベルノキのこととして扱っている。ベルノキの特徴に関しては#特徴にて後述するが、ギョボクとは葉が3出で小葉が楕円形、丸い果実をつけるという共通点が見られる。
ベルノキは1800年になってポルトガル人の修道院長兼科学者のジョゼ・コレイア・ダ・セラ（José Correia da Serra）により果実のつくりがギョボク属とは異なるという理由で Aegle という新たな属に移す学説が発表され、やがてこれが受容されていった。この新属名はギリシア神話に登場する、世界の西の果てにある園を管理するニンフの集団ヘスペリデスのうちの一人であるアイグレー（古代ギリシア語: Αἴγλη）の名によるものである。ベルノキが属するアエグレ属は単型である。

## 分布
原産地はインドおよびバングラデシュであり、スリランカ、アンダマン諸島、東ヒマラヤ、ミャンマー、中華人民共和国中南部、ラオス、カンボジア、ベトナム、インドネシアのスラウェシ島、小スンダ列島、はてはトリニダード・トバゴにも移入されている。
寺院の近くに植樹される傾向がある。

## 特徴
ベルノキは落葉性高木であり、枝に多くの刺を持つ。樹幹は柔らかく明灰色で樹皮がコルク質、不規則な薄片となって剥げ落ちる。
葉は3出の複葉で、小葉は長楕円形、葉縁は鈍い鋸歯状である。
花は円錐花序で両全花、緑白色であり、芳香がある。
果実は卵-楕円形で径10センチメートル（まれに20センチメートル）、硬い殻を持ち内部は室が不鮮明で果肉は鮮黄色、透明な粘液を含み、扁平な種子が散在する。

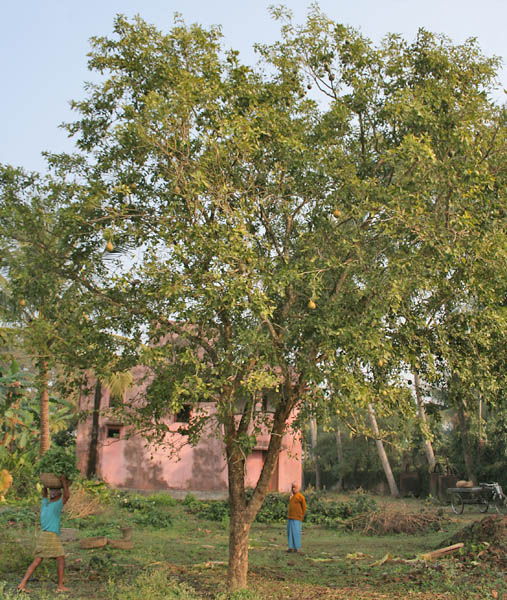
樹木の全体。
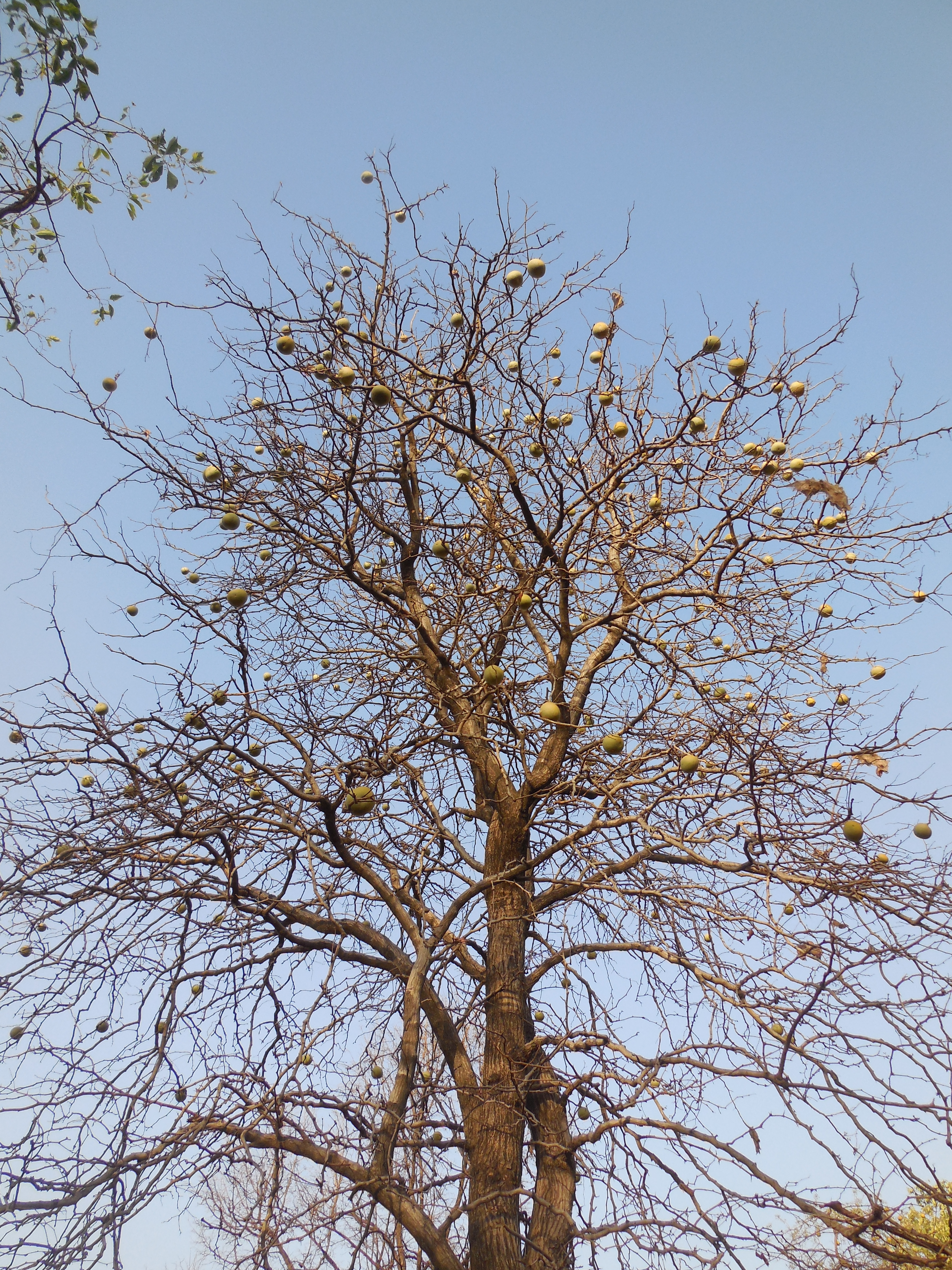
落葉期の姿。
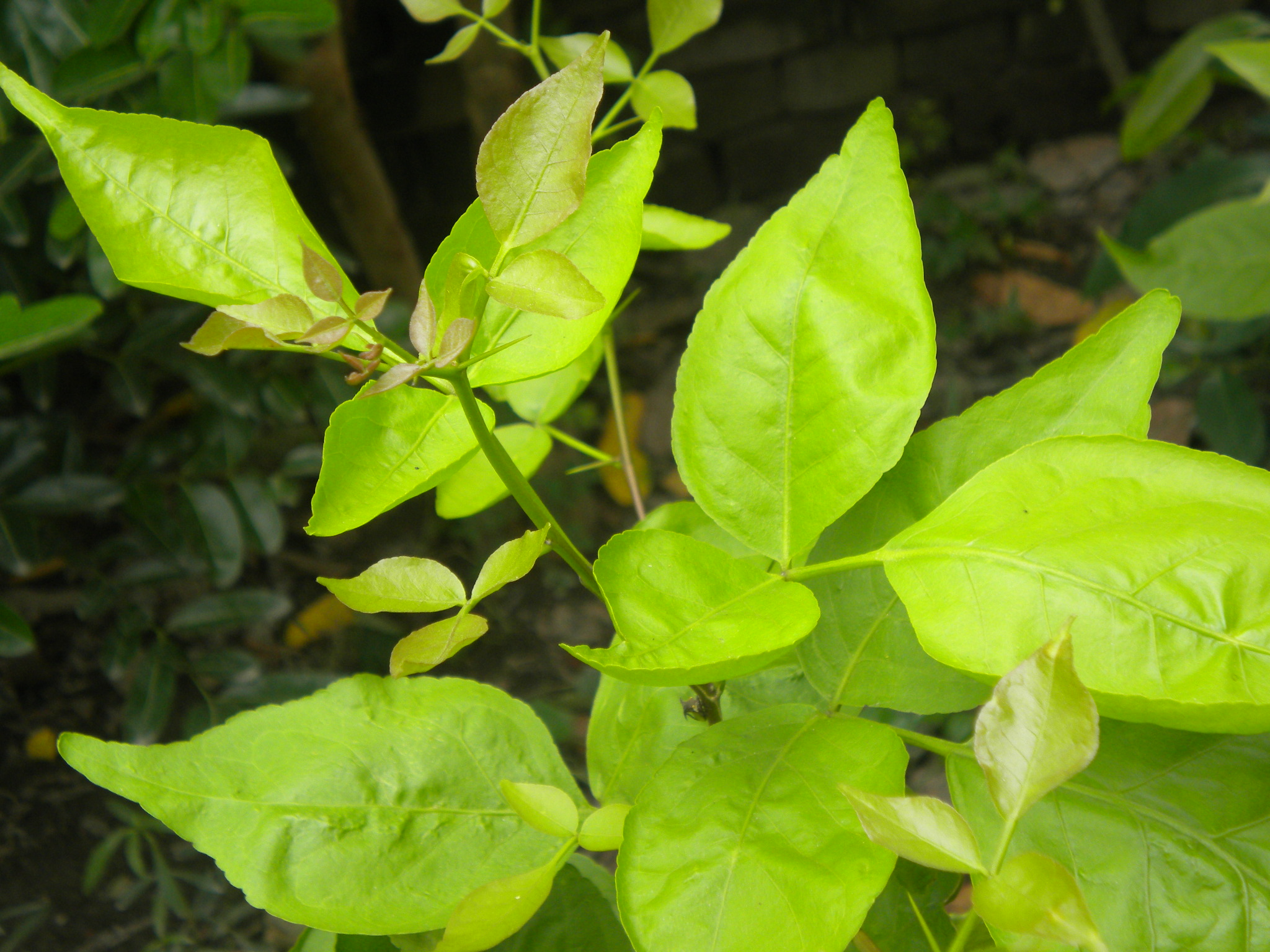
葉。この3出の葉はヒンドゥー教の文脈においてはシヴァ神と結びつけられる（参照: #文化・宗教的な位置付け）。
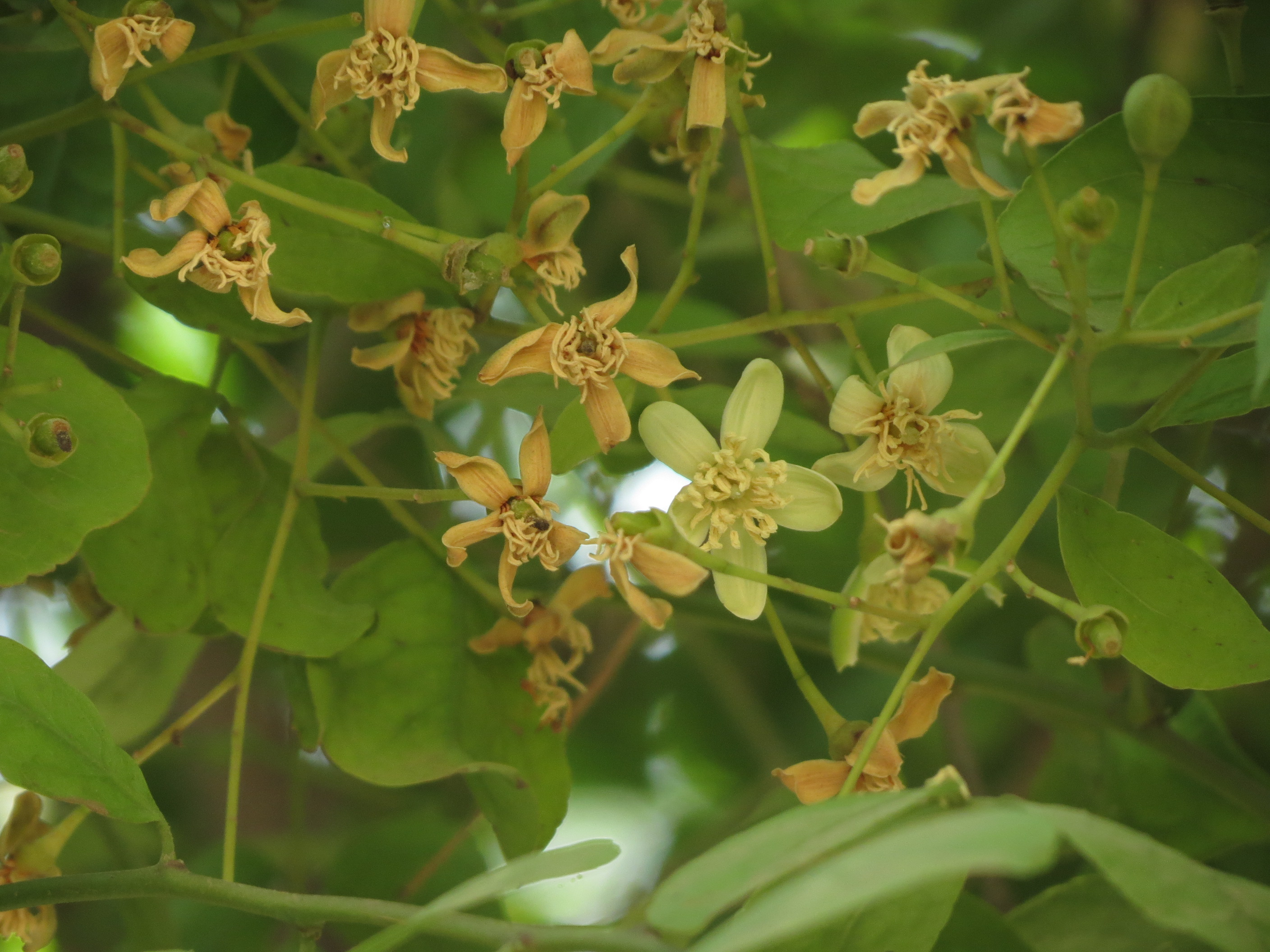
花。緑白色である。
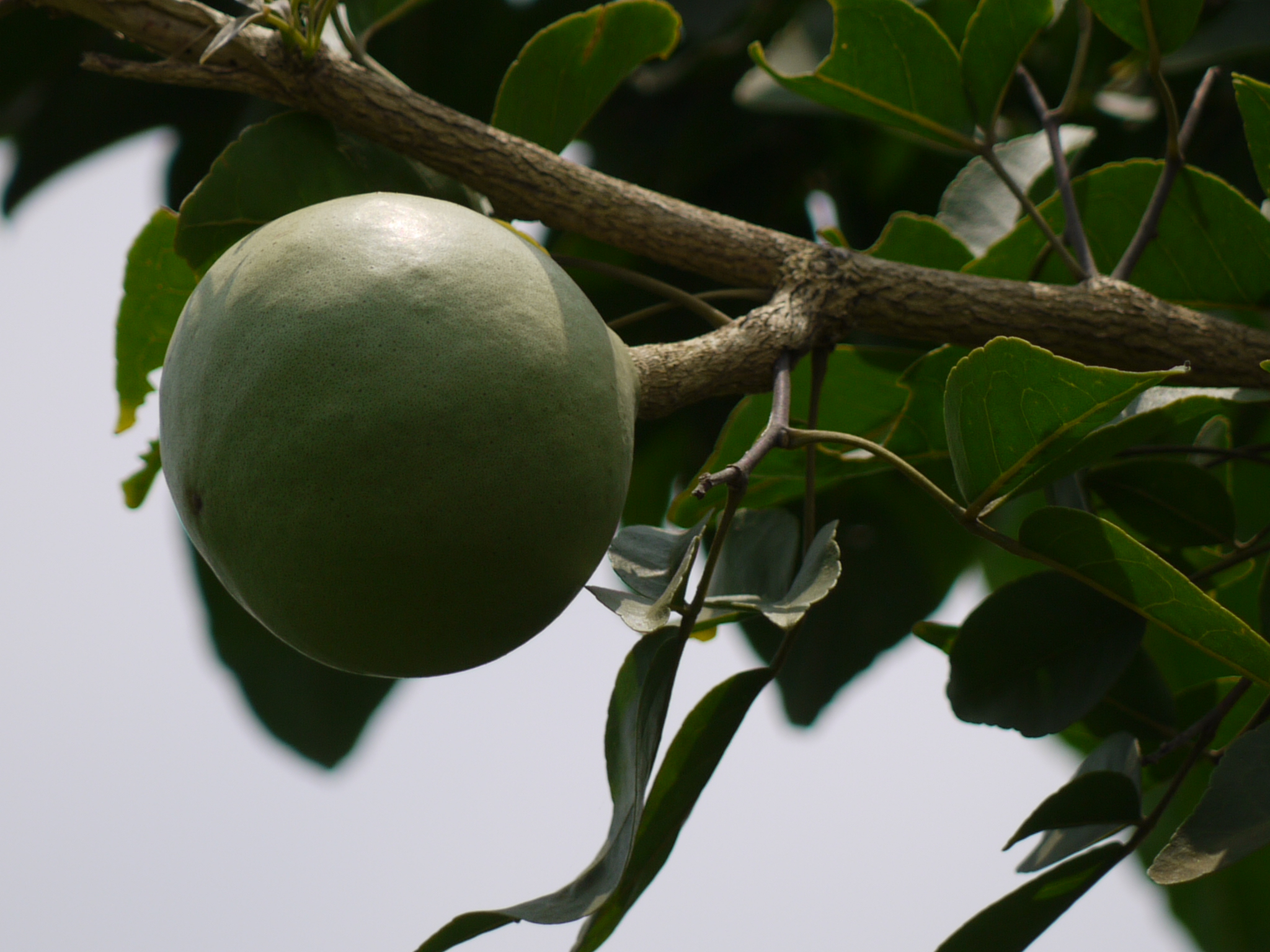
果実。
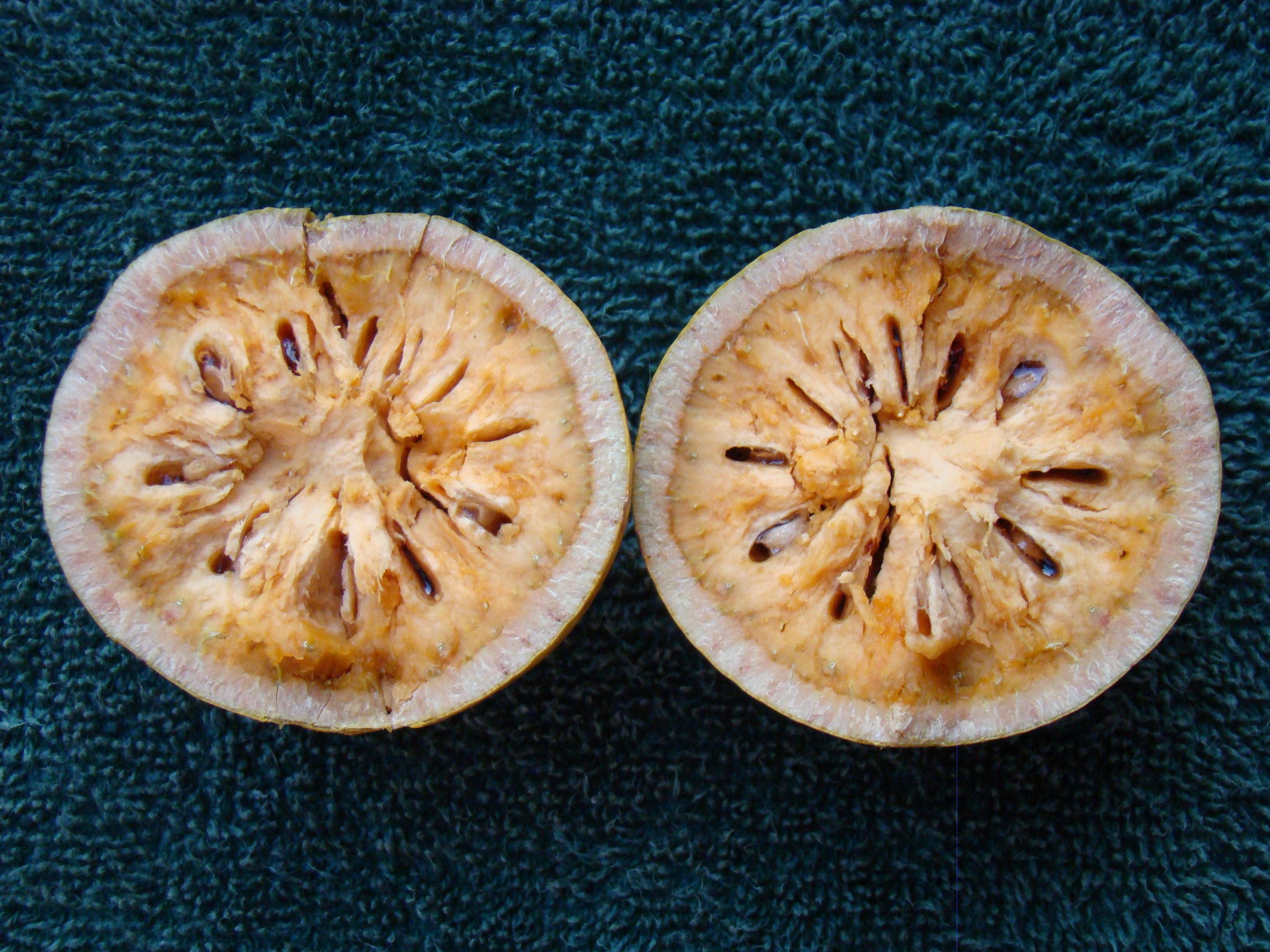
ハンマーを用いて二つに割られた果実。

## 生態
ベルノキはインドでは熱帯乾燥常緑林にも乾燥落葉林にも見られ、赤色の含鉄あるいは砂質ロームの土壌上で生育し得る。東南アジアにおいても乾燥林に広く見られる。

## 人間との関係
ベルノキは実が食用、根・葉・実が薬用となり、ほかに果実の粘液が水彩画のニス、果皮が更紗用の黄色染料に用いられたりもするが、原産地で信仰されているヒンドゥー教とも様々なかかわりが見られる。
東南アジアでも栽培される。

### 食用
ベルノキの果肉は食用となり、成熟した果実がマーマレードやシャーベットなどに加工される。果肉を覆う殻はあまりにも硬く、果肉を得たい場合にはまずハンマーやマチェーテといった道具を用いて殻を叩き割らなければならない。味は甘酸味なく、やや苦味がある。インドでは英名の bael-fruit で売られ、市場で入手することが可能である。ベンガル語圏では果実を細かく刻みシロップに浸して火を通したベレル・モロッバ（বেলের মোরব্বা、/beleɾ moɾɔbːa/）という料理が知られている。

### 薬用
ベルノキはインドからジャワにかけて薬用とされる。果皮に精油1パーセントとしてシトロネラール、フェランドレン、p-シメン、クミンアルデヒドなどを、クマリン誘導体としてウンベリフェロン、インペラトリン、マルメシンなどを含む。果肉にはマルメロシン（marmelosin; 瀉下、利尿作用の報告あり）、ビタミンC、タンニンが含まれる。根にはアウラプテン、ウンベリフェロン、ルペオール（lupeol）、シキミアニン（skimmianine）などが、樹皮にはγ-ファガリン（γ-fagarine）、マルメシン、ウンベリフェロンが、葉にはエゲリン（aegeline）、シキミアニンが含まれる。
半熟の果実には収斂作用があり、消化器系の刺激過敏を減少させ下痢や赤痢によく効く。ほかにも利尿剤とされたり胃アトニーに用いられたりする。成熟した果実は消化促進、緩下、肝障害に、根皮は解熱に、葉は結膜炎、外傷、皮膚のかゆみ、足のむくみ、潰瘍に用いられる。ベルノキの効能は『チャラカ・サンヒター』（チャラカ本集）にも記述が見られる。
使用法は、未熟果実は煎じて服用、根は煎じた汁や浸出した汁を用い、葉は搾り汁を用いる。

### 文化・宗教的な位置付け

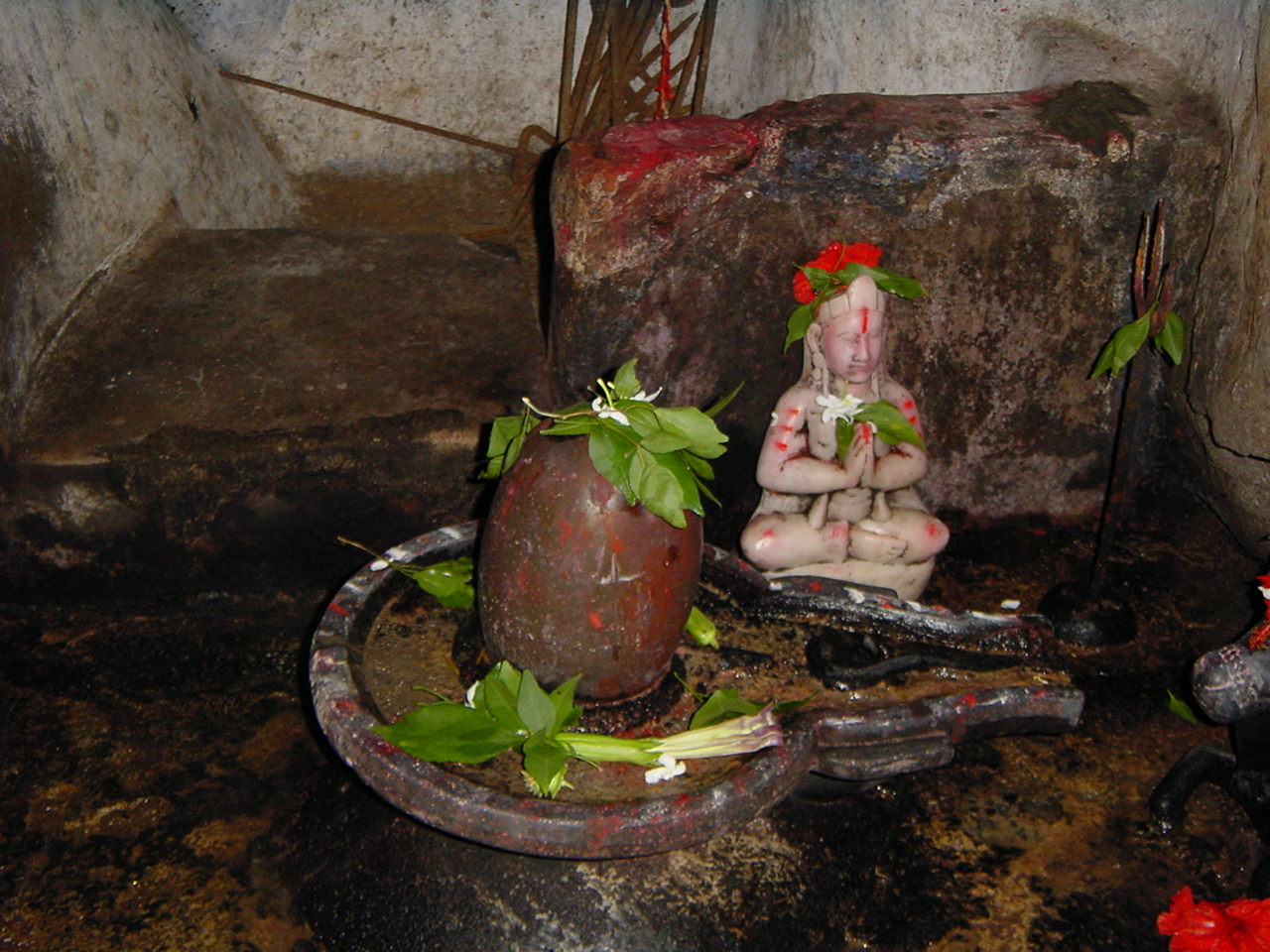
シヴァ信仰の一環として、リンガにはベルノキの葉などがお供えされる。インドのジャールカンド州、ダルマー・ワイルドライフサンクチュアリ（Dalma Wildlife Sanctuary）内の寺院にて。

ベルノキはヒンドゥー教の神々に関する様々な逸話を持つ。とりわけシヴァ神とは太古の昔から結び付けられてきた。暗い色合いの3出の葉はシヴァ神の象徴とされ、シヴァ神の持つ創造・保存・破壊という3つの役割になぞらえられ、葉の形もシヴァ神の3つの目に似ているとされる。シヴァ神の寺院ではシヴァ神に捧げられた葉がプラサーダ（神の祝福）として信奉者たちにも与えられる。『マハーバーラタ』第12巻「シャンティ・パルヴァ」（Śānti Parva）では出先で夜を明かす破目に陥った狩人がベルノキに登り、その葉を何枚もむしって地上に落としたところ、実はその日がシヴァラートリというシヴァ信仰にとって重要な祭日で、木の下にあったリンガの上に葉を乗せるなどといったシヴァ信仰における善行を知らず知らずのうちに行っていたためにシヴァ神の恩恵に与ることができたという内容の話が語られ、これと同じ類型の民話がタミル・ナードゥ州タンジャーヴール県のティルヴァイガーヴール寺院（Tiruvaikavur）やヴァーラーナシーにも伝わっている。
またベルノキはシヴァ神だけでなく、この木を棲み家にしたと信じられる幸運の女神ラクシュミーとも関連付けられる（Gupta (1991:14–5)）。『スカンダ・プラーナ』（Skanda Purāṇa）によればヴィシュヌ神がシヴァ神を崇めていた時に供物を切らしてしまったが、ラクシュミー神はこの際にベルノキを創り出し、ヴィシュヌ神はその葉を用いてシヴァ神への奉仕を完遂したとされる。場合によってはラクシュミー神自身がシヴァ神の熱烈な信奉者として描かれることもある。オリヤーの民話では富と成功の女神であるラクシュミー神が蓮の蕾1000個をシヴァ神に捧げようと決心し、999個集めたところで残り1個がどうしても見つからなかったが、以前ある詩人が自身の胸を優しい蓮のようだと形容したことを思い出し、乳房の片方をリンガに捧げ、彼女の献身に胸を打たれたシヴァ神が彼女の乳房をベルノキの実に変え、今後はベルノキの若枝も添えない限りいかなる祈りも聞き入れはしないと宣言したと語られている。ベンガル語辞書 দাস (1916:1353) もベルノキを表す呼称の一つである শ্রীফল（/sɾipʰɔl/、スリポル）の語源解説として、幸運の女神（শ্রী /sɾi/ スリ。ラクシュミー神の別名）が自身の乳房を切り取ってシヴァ神に捧げた逸話を取り上げている。なお、ベンガル語のスリポルとサンスクリットの श्रीफल (śrīphala-) のいずれも共時的に श्री/শ্রী (śrī)〈聖〉+ फल/ফল (phala)〈果実〉と分析することも可能である。ラクシュミー神をシヴァ神の熱烈な信奉者として描いた伝説はほかにも存在し、それはたとえば以下のようなようなものである。ラクシュミー神はサラスヴァティー神と共にヴィシュヌ神の妻であったが、ヴィシュヌ神がサラスヴァティー神の方を偏愛したためにラクシュミー神は怒りに燃えてシヴァ神を崇拝しだし、長きにわたって瞑想を続けるも彼女の目の前に彼が顕現することはなく、その後彼女がベルノキに変身したところ彼がその木に棲まうようになった、というものである。タントラ教の伝承などによればラクシュミー神は牝牛として生まれ、その糞からベルノキが生じ、それ故にベルノキは聖なるものと考えられるようになった。なお、初期ヒンドゥー教の伝説によればベルノキは女神パールヴァティーの額から生じた汗が、創世神話である乳海攪拌の際に使われたマンダラ山に滴り落ちて生じたものとされる。
ベルノキはまた複数のインドの名高い文献においても言及が見られる。たとえば祭祀に関する聖典『ヤジュル・ヴェーダ』（XX.1.8）ではベルノキから得られた材を生贄の柱に用いたとされ、ベルノキは太陽が再び現れた後に起き上がった、と歌われている。また呪法に関する聖典『アタルヴァ・ヴェーダ』（XX.136.13）においては、ベルノキは余りにも神聖であるがためにその材を薪として燃やしてはならないと記されている。そしてヴァールミーキがまとめた叙事詩『ラーマーヤナ』にも複数回登場し、それは以下のようなものである。
- 鬱蒼とした森に見られる（1.24.15）。
- 実を食べることができて、チトラクータ（Citrakūṭa）の森でベルノキに花が咲き、かつ実もなっている（2.94.8）。
- シーターを誘拐されたラーマが狂乱状態になりながら行く先々で出会った植物、木、生き物に彼女の行方を尋ねる場面において、ラーマが「おおベルノキよ、黄土の絹をまとい、汝の小葉の如く絹めいた肌で、汝の果の如く丸々として絹めいた胸の者を見かけたらば余に伝えよ」と口走る（3.60.13）。
- パンパー湖と森の様々な木々の描写の中で、ベルノキは若木が魅惑的であるとされている（4.1.78）。
- ランカー島に渡るための橋を作る際に用いられた木々の一つがベルノキであった（6.22.55）。

なお、ベルノキは仏典においても「毘羅婆」の名で現れる。

#### ことわざ
ベルノキが生育する地域には、木にまつわる様々なことわざも見られる。ビハール州には Phir mundlo bael tar〈ハゲはもはやベルノキの下には敢えて行くまい〉というものがあるが、これはベルノキの実が禿げ頭の人の頭上に好んで落ちてきやすいといわれていることから来ており、日本語でいえば「羹に懲りて膾を吹く」に相当する。また Bel pakal, kaua ke baap la ka?〈ベルノキの実が熟したとしてカラスにとって何の違いがあるだろうか？〉というものがあるが、これはあらゆる果実をつついて穴を開けられるカラスであってもベルノキとなると熟したとしてもなお殻が硬く不可能、ということからきている。ベンガル語にもベルノキとカラスの両方が登場することわざ বেল পাকিলে কাকের কি?（ベル・パキレ・カケル・キ）〈ベルノキの実が熟してもカラスの何になる？〉があり、終わってしまって何の利益も見込めなくなった事象になおも固執し続けている人がいる際に用いられてきた。

## 諸言語における呼称
- 日本語: ベンガルカラタチ[27]
- 英語: bael（ベイル、ベル、バイル）、bel（ベル）[28]、bael fruit tree、Bengal quince（ベンガル・クインス）[5]

### 南アジア
インド:
- オリヤー語: ବେଲ (bela)、ଶ୍ରୀଫଳ (śrīphaḷa)、ତ୍ରିଶିଖ (triśikha)[29]
- カンナダ語: ಬಿಲ್ವ (bilva)、ಬಿಲ್ಲ (billa)、ವಿಲ್ವ (vilva)、ಶಾಣ್ಡಿಲ್ಯ (śāṇḍilya)、ಶೈಲೂಷ (śailūṣa)[30]、ಬೇಲಪತ್ರಿ (bēlapatri)[31]
- サンスクリット: बिल्व (bilva- ビルヴァ)、विल्व (vilva-)、कपीतन (kapītana-)、कर्कोटक (karkoṭaka-)、मालूर (mālūra-)、शाण्डिल्य (śāṇḍilya-)、शैलूष (śailūṣa-)、श्रीफल (śrīphala-)〈シュリーの果実/聖なる果実〉[32]、श्रीवृक्ष (śrīvr̥kṣa-)〈聖なる樹木〉[15]、शिवद्रुम (śivadruma-)〈シヴァ神の樹〉[31]、शल्य (śalya-)〈とがったもの〉、गोहरीतकी (goharītakī-)〈牛の訶梨勒（英語版）〉、सोमहरीतकी (somaharītakī-)〈ソーマの訶梨勒〉、शलाटु (śalāṭu-)〈未熟な（果実）〉、महाकपित्थ (mahākapittha-)〈大きなゾウノリンゴ（英語版）〉、नीलमल्लिक (nīlamallika-)[注 4]、कर्कट (karkaṭa-)、सुनीतिक (sunītika-)[33]、पूतिवात (pūtivāta-)〈臭い風〉、अतिमङ्गल्य (atimaṅgalya-)〈極めて吉祥なる（もの）〉、महाफल (mahāphala-)〈大きな果実〉、शैल्य (śailya-)〈岩っぽい（もの）〉、हृद्यगन्ध (hr̥dyagandha-)〈心地良く香る（もの）〉、कर्कटाह्व (karkaṭāhva-)、शैलपत्र (śailapatra-)[注 5]、शिवेष्ट (śiveṣṭa-)〈シヴァ神の इष्ट (iṣṭa-)〉、पत्रश्रेष्ठ (patraśreṣṭha-)〈葉の長〉[注 6]、त्रिपत्र (tripatra-)〈三つ葉〉[注 7]、गन्धपत्र (gandhapatra-)〈香りの葉〉[注 8]、गन्धफल (gandhaphala-)〈香りの果実〉、दुरारुह (durāruha-)〈登りにくい（もの）〉、त्रिशाखपत्र (triśākhapatra-)〈三つ又の葉〉[注 9]、त्रिशिख (triśikha-)〈3つの突起を持つ（もの）〉、सदाफल (sadāphala-)〈常に実をつける（もの）〉、सत्यफल (satyaphala-)〈真実の果実〉、सुभीतक (subhītaka-)、समीरसार (samīrasāra-)[34];〔果実〕बैल्व (bailva-)[35]
- タミル語: வில்வம் ([ʋilʋəm] ヴィルヴァム)、கூவிளம் ([kuːʋɨɭəm] クーヴィラム)[11]、அலுவீகம் ([alʉʋɨːɣəm] アルヴィーガム)、இயல்பூதி (iyalpūti)、கருவிளா ([kaɾʉʋɨɭaː] カルヴィラー) - 左記の呼称はいずれもタミル語辞書 Winslow (1862) に掲載のあるものであるが、この辞書でヴィルヴァムはギョボク（Crateva religiosa）のこととされ（950頁）、残り4種のうちクーヴィラムの項は〈ヴィルヴァムの花の木〉という書き方をし（351頁）、アルヴィーガムと இயல்பூதி の項目は〈ヴィルヴァムすなわち Aegle marmelos のこと〉という旨の語釈で（42・90頁）、カルヴィラーの項は英語とタミル語それぞれで〈一つの木〉と書いた後に Ægle marmelos と学名を置く形をとっている（252頁）。
- テルグ語: మారేడు (mārēḍu)、మారేడుచెట్టు (mārēḍuceṭṭu)、బిల్వము (bilvamu)、మాలూరము (mālūramu)、శాండిల్యము (śāṇḍilyamu)、శ్రీఫలము (śrīphalamu) - mārēḍu(ceṭṭu) 以外はいずれもサンスクリットからの借用である[36]。
- パンジャーブ語: ਬਿਲ (bila)[37]
- ヒンディー語: बिल्व (bilva)、बेल[38] (bela ベル)、श्रीफल (śrīphala)、शोण्डिल्य (śoṇḍilya)、शैलूष (śailūṣa)、मालूर (mālūra)、गन्धगर्भ (gandhagarbha)、सदाफल (sadāphala)、महा कपित्थ (mahā kapittha)、ग्रन्थिल (granthila)[注 10][39]、सिरफल (siraphala)[31]
- ボージュプリー語: बेल (bela)
- マラーティー語:〔樹木、葉、果実〕बेल (bela)、बिल्व (bilva);〔果実〕बेलफळ (belaphaḷa)、श्रीफल (śrīphala)、श्रीफळ (śrīphaḷa);〔未熟な果実〕बाळबेल (bāḷabela);〔果実を薄く切って干したもの〕बेलकाचरी (belakācarī)[40]
- マラヤーラム語: കൂവളം[10] (kūvaḷaṃ クーヴァラム)

インド・バングラデシュ:
- ベンガル語:〔樹木と果実の両方〕শ্রীফল (/sɾipʰɔl/ スリポル)、বিল্ব (/bilːɔ/ ビッロ; 梵語のビルヴァの借用)、মালূর (/maluɾ/ マルル);〔樹木〕বেল গাছ[注 11] (/bel ɡacʰ/ ベル・ガーツ;〈ベルの木〉)、বিল্ববৃক্ষ (/bilːɔbɾikːʰɔ/ ビッロブリッコ;〈ビルヴァの木〉)、শ্রীবৃক্ষ (/sɾibɾikːʰɔ/ スリブリッコ)、কপীতন (/kɔpitɔn/ コピトン)、কর্কোটক (/kɔɾkoʈɔk/ コルコトク)、শাণ্ডিল্য (/ʃanɖilːɔ/ シャンディッロ)、অতিমঙ্গল্য (/otimoŋɡolːɔ/ オティモンゴッロ)、পূতিবাত (/putibat/ プティバト)、মঙ্গল্য (/moŋɡolːɔ/ モンゴッロ)[注 12]、লক্ষ্মীফল (/lokːʰipʰɔl/ ロッキポル)[注 13]、শিবদ্রুম (/ʃibdɾum/ シブドゥルム)、সত্যফল (/ʃotːɔpʰɔl/ ショットポル)、সুভদ্রক (/ʃubʱɔdːɾɔk/ シュボッドゥロク)[注 14];〔葉〕বেল পাতা (/bel pata/ ベル・パタ;〈ベルの葉〉)〔樹木と葉の両方〕ত্রিপত্র (/tɾipɔtːɾɔ/ トリポットロ);〔果実〕বেল (/bel/ ベル)、বিল্বফল (/bilːɔpʰɔl/ ビッロポル;〈ビルヴァの実〉)、সর্ব্বসিদ্ধি (/sɔɾbɔʃidːʱi/ ソルボシッディ)[注 15][41][42]

スリランカ:
- シンハラ語: බෙලි (beli)、බෙල (bela)、ශ්‍රීඵල (śrīphala)、බිල්ව (bilva)、සිරිල (sirila)、නීලමල්ලිකා (nīlamallikā)[注 4]、බහලත්වච් (bahalatvac)[注 16]、මඞ්ගල්‍ය (maṅgalya)[注 17][注 12]、මහාකපිත්ථ (mahākapittha)[注 18]、මහාඵල (mahāphala)、මාලූර (mālūra)、ශාණ්ඩිල්‍ය (śāṇḍilya)、ශෛලූෂ (śailūṣa)、සදාඵල (sadāphala)、හෘද්‍යගන්ධ (hr̥dyagandha)、පූතිමාරුත (pūtimāruta)、ප්‍රාචීන පනස (prācīna-panasa)[注 19]、මති (mati)、මාළූර (māḷūra)、රුද්‍ර (rudra)[注 20]、විල්ව (vilva)、සර්‍ව සිද්ධි (sarva-siddhi)[注 15]、සිරිපල (siripala)[44]、ගොහරීතකී (goharītakī)、පූතිවාත (pūtivāta)、ත්‍රිශිඛ (triśikha)、අතිමංගල්‍ය (atimaṅgalya)、ශල්‍ය (śalya)、ශාලාටු (śālāṭu)、කර්කටාද්වය (karkaṭādvaya)、ශෛල පත්‍ර (śaila patra)、ශිවෙෂ්ට (śiveṣṭa)、පත්‍රශ්‍රෙෂ්ට (patraśreṣṭa)、ත්‍රිපත්‍ර (tripatra)、ගන්ධපත්‍ර (gandhapatra)、ශිවද්‍රැම[注 21]、සත්‍යඵල (satyaphala)、සමීරසාර (samīrasāra)、සත්‍යධර්ම (satyadharma)[注 22]、කණ්ටකාඪ්‍ය (kaṇṭakāḍhya)[注 23]、ශිතානන (śitānana)[注 24]、පිතඵල (pitaphala)[注 25]、සොමහරිත කී (somaharita kī)、පූතිමාරුක (pūtimāruka)、කර්කටක (karkaṭaka)、ශ්‍රීද්‍රැම[注 26]、ශ්‍රී (śrī)[注 27]、බහලත්වච (bahalatvaca)[注 16]、ශ්‍රී දෙව්යරුද්‍ර (śrī devyarudra)、කණ්ටකී (kaṇṭakī)[注 28]、ග්‍රන්ථිලා (granthilā)[注 10][43];〔花〕ස්වාදු පුෂ්ප (svādu-puṣpa)[注 29][45]

### 東南アジア
タイ:
- タイ語: มะตูม[46] (mátuum、マトゥーム)

ミャンマー:
- ビルマ語: ဥသျှစ်、အုပ်ရှစ်（以上いずれも /ʔoʊʔɕɪʔ/ オウッシッ）

ミャンマーおよびタイ:
- モン語: ဗဳ /pi̤/ ピー